# Distretto di Adaacag
Il distretto di  Adaacag è uno dei quindici distretti (sum) in cui è suddivisa la provincia del Dundgov', in Mongolia. Conta una popolazione di 3.238 abitanti (censimento 2007). 